# 2867 Штеинс
2867 Штеинс (енг. Steins) је астероид главног астероидног појаса чија средња удаљеност од Сунца износи 2,362 астрономских јединица (АЈ).
Апсолутна магнитуда астероида је 12,9.